# Welsh Liberal Democrats
Die Welsh Liberal Democrats (walisisch Democratiaid Rhyddfrydol Cymru, dt. etwa Waliser Liberaldemokraten) sind eine der drei Landesparteien innerhalb der föderalen britischen Liberal Democrats, die anderen sind die Scottish Liberal Democrats und die English Liberal Democrats. Die Welsh Liberal Democrats ist die fünftgrößte Partei Wales und ist seit 2021 mit einem Sitz im walisischen Parlament vertreten.

## Geschichte und Gegenwart
Nach der Gründung der Nationalversammlung für Wales im Jahre 1999, erreichten die Welsh Liberal Democrats konsequent den vierten Platz bei den Wahlen zur walisischen Nationalversammlung. In einer Niederlage bei den Wahlen zur Nationalversammlung für Wales 2016 wurde man bis auf ein einzelnes Mitglied des Parlaments reduziert, die Partei wurde von der UKIP überholt und ist nur mehr fünftgrößte Partei. Sie kontrolliert derzeit nur einen der 60 Sitze, es ist ein Listensitz und es wurde kein Sitz durch das First Past the Post System gewonnen.

## Wahlergebnisse
Prozentergebnisse und Gesamtsitze beziehen sich auf Wales. Unterhauswahlen erfolgten durchgehend nach Mehrheitswahlrecht, Wahlen zur Nationalversammlung für Wales nach einem Mixed-Member Proportionalsystem und ab 1999 auch Wahlen zum Europaparlament nach Verhältniswahlrecht.
| Jahr | Wahl                                        | Stimmenanteil | Sitze |
| ---- | ------------------------------------------- | ------------- | ----- |
| 1935 | Unterhauswahlen 1935                        | 22,2 %        | 9/35  |
| 1945 | Unterhauswahlen 1945                        | 14,9 %        | 6/35  |
| 1950 | Unterhauswahlen 1950                        | 12,6 %        | 5/36  |
| 1951 | Unterhauswahlen 1951                        | 7,6 %         | 3/36  |
| 1955 | Unterhauswahlen 1955                        | 7,3 %         | 3/36  |
| 1959 | Unterhauswahlen 1959                        | 5,3 %         | 2/36  |
| 1964 | Unterhauswahlen 1964                        | 7,3 %         | 2/36  |
| 1966 | Unterhauswahlen 1966                        | 6,3 %         | 1/36  |
| 1970 | Unterhauswahlen 1970                        | 6,8 %         | 1/36  |
| 1974 | Unterhauswahlen Feb. 1974                   | 16,0 %        | 2/36  |
| 1974 | Unterhauswahlen Okt. 1974                   | 15,5 %        | 2/36  |
| 1979 | Unterhauswahlen 1979                        | 10,6 %        | 1/36  |
| 1983 | Unterhauswahlen 1983                        | 23,2 %        | 2/38  |
| 1987 | Unterhauswahlen 1987                        | 10,7 %        | 3/38  |
| 1992 | Unterhauswahlen 1992                        | 12,4 %        | 1/38  |
| 1997 | Unterhauswahlen 1997                        | 12,3 %        | 2/40  |
| 1999 | Wahl zur Nationalversammlung für Wales 1999 | 13,5 %        | 6/60  |
| 2001 | Unterhauswahlen 2001                        | 13,8 %        | 2/40  |
| 2003 | Wahl zur Nationalversammlung für Wales 2003 | 14,1 %        | 6/60  |
| 2005 | Unterhauswahlen 2005                        | 18,4 %        | 4/40  |
| 2007 | Wahl zur Nationalversammlung für Wales 2007 | 14,8 %        | 6/60  |
| 2010 | Unterhauswahlen 2010                        | 20,1 %        | 3/40  |
| 2011 | Wahl zur Nationalversammlung für Wales 2011 | 10,6 %        | 5/60  |
| 2015 | Unterhauswahlen 2015                        | 6,5 %         | 1/40  |
| 2016 | Wahl zur Nationalversammlung für Wales 2016 | 7,7 %         | 1/60  |
| 2017 | Unterhauswahlen 2017                        | 4,5 %         | 0/40  |
| 2019 | Unterhauswahlen 2019                        | 6,0 %         | 0/40  |
| 2021 | Parlamentswahl in Wales 2021                | 4,3 %         | 1/60  |
| 2024 | Unterhauswahlen 2024                        | 6,5 %         | 1/32  |